# Informationsbeauftragter
Ein Informationsbeauftragter (IB) ist in Deutschland gemäß § 74a des Arzneimittelgesetzes für die wissenschaftliche Information über die von einem pharmazeutischen Unternehmen angebotenen Arzneimittel verantwortlich.
Der Informationsbeauftragte muss für die Erfüllung seiner Aufgabe über die erforderliche Sachkenntnis und Zuverlässigkeit (u. a. Nachweis Führungszeugnis) verfügen. Die dafür notwendige Qualifikation kann durch berufliche Ausbildung und praktische Erfahrung erworben werden. Die Beurteilung der fachlichen Qualifikation erfolgt im Einzelfall durch die zuständige Arzneimittelüberwachungsbehörde des pharmazeutischen Unternehmens und sollte sich an dessen Produktportfolio in Hinblick auf die Aufgaben und Verantwortlichkeiten gemäß § 74a des AMG orientieren.